# Vlăhița
Vlăhița (en húngaro: Szentegyháza) es una ciudad de Rumania en el distrito de Harghita. 97% de la población de la ciudad es de origen húngaro.

## Geografía
Se encuentra a una altitud de 860 m s. n. m. a 299 km de la capital, Bucarest.

## Demografía
Según estimación 2012 contaba con una población de 6 964 habitantes.
| 1948 | 1956 | 1966 | 1977  | 1992  | 2002  | 2012  |
| s/d  | s/d  | s/d  | 6 636 | 7 667 | 7 042 | 6 964 |